# Plat d'accents
|  | Aquest article tracta sobre l'instrument. Vegeu-ne altres significats a «Crash». |

El plat d'accents és un dels tipus de plat que conformen la bateria. S'empra com a efecte d'accentuació en determinats punts de la interpretació de música moderna (fet que li ha conferit el nom en català) i produeix un so fort i agut, del qual en rep el nom anglès crash com a onomatopeia.
Pot tocar-se amb baquetes, maces o directament amb les mans, de manera que genera diferents intensitats. A diferència dels plats de ritme, acostumen a ser més petits de 51 centímetres de diàmetre (sovint entre 15 i 18 polzades angleses com a mesura més habitual) i significativament més prims. Així doncs, atès el seu menor gruix, un efecte especial habitual és el que s'aconsegueix aturant la vibració del plat amb la mà, immediatament després de colpejar-lo: aquesta tècnica rep el nom d'estrangulació del plat i fou molt comuna durant els orígens del jazz a les primeries del segle xx.
El nombre de plats d'accent que es munten en una bateria depèn de les preferències del percussionista, però normalment no passa dels tres. Quan són més petits, també s'anomenen en anglès splash. Produeixen un so més sec i agut i normalment s'ajusten en el seu suport de manera que vibrin menys que els plats d'accents més grans.